# Let the Band Play!
Let the Band Play! è il secondo album della Via del blues, pubblicato da Otium Records nel maggio 2005.
È composto da 13 tracce originali delle quali l'ultima (I Walk Alone) è una registrazione casalinga estemporanea.
Il lavoro vede la partecipazione del sassofonista jazz Roberto Ottaviano nel brano Devil's Blues.

## Tracce
1. Let the Band Play (Gaetano Quarta, Gino Giangregorio, Dino Panza)
2. Cotton Fields Shuffle (Gaetano Quarta, Gino Giangregorio, Dino Panza)
3. Another Sunday (Ciro Neglia, Gino Giangregorio, Dino Panza)
4. Sing, My Brother (Gaetano Quarta, Gino Giangregorio, Dino Panza)
5. I Need Another Song (Gaetano Quarta, Gino Giangregorio, Dino Panza)
6. Devil's Blues (Gaetano Quarta, Gino Giangregorio, Dino Panza)
7. Mr. Trip (Gaetano Quarta, Gino Giangregorio, Dino Panza)
8. I Love My Beer (Gaetano Quarta, Gino Giangregorio, Dino Panza)
9. Cookies in Your Coffee (Gaetano Quarta, Gino Giangregorio, Dino Panza)
10. Strange Kind of People (Gaetano Quarta, Gino Giangregorio, Dino Panza)
11. Good Life Blues (Gianni Porta, Gino Giangregorio)
12. Tired to the Bone (Gaetano Quarta, Gino Giangregorio, Dino Panza)
13. I Walk Alone (bonus track) (Gaetano Quarta, Gino Giangregorio, Dino Panza)

## Formazione
- Gaetano Quarta - voce
- Gino Giangregorio - chitarra, cori
- Dino Panza - armonica, cori
- Enzo Rocci - basso
- Ciro Neglia - batteria, cori

## Altri musicisti
- Roberto Ottaviano - Sax tenore in Devil's Blues
- Antonio De Robertis - Tamburello in Mr. Trip e Tired to the Bone

## Produzione
- Otium Records, Via del blues - produzione
- Francesco Aiello - registrazione
- Francesco Aiello - missaggio
- Francesco Aiello - mastering
- Gaetano Quarta - copertina

## Recensioni
- La Gazzetta del Mezzogiorno: "Il diavolo sulla Via del Blues", articolo di Nicola Morisco del 13 maggio 2005
- la Repubblica: "I Via del Blues alla Feltrinelli presentano il secondo album", articolo del 6 luglio 2005[1]